# 王襞
王襞（1511年—1587年），字東順，號東崖，江西吉安人。泰州學派人物。
王艮次子。自幼穎悟，九歲隨父至會稽，王陽明稱讚他“越中無此兒”，遂留襞在浙江師事王畿、钱德洪，結交多大儒。王陽明去世後，襞歸泰州從父學，王艮临死前，对王襞说: “汝知学，吾复何忧！ ”開門收徒，“往來各郡，主其教事。歸則扁舟於村落之問，歌聲振乎林木，恍然有舞雩氣象。”弟子有李贽、韓貞等人。万历十五年（1587）卒，学者称东厓先生。著有《王東崖集》二卷。